# Filemon
Filemon – imię męskie pochodzenia greckiego. Wywodzi się od słowa philé – „miłuję, kocham” lub od phil-mosýn – „przyjazność, życzliwość”, czyli „życzliwy, przyjazny”. Żyjący w czasach biblijnych Św. Filemon był jednym z adresatów listów św. Pawła.
Żeńska forma: Filemona.
Filemon imieniny obchodzi 8 marca, 21 marca i 22 listopada.